# سیارک ۱۶۵۴۴
سیارک ۱۶۵۴۴ (به انگلیسی: 16544 Hochlehnert، نامگذاری:1991RA3) شانزده هزار و پانصد و چهل و چهارمین سیارک کشف شده‌است که در ۹ سپتامبر ۱۹۹۱ کشف شد.
قدر مطلق سیارک برابر ۱۷.۸ است.